# Acacia trinalis
Acacia trinalis é uma espécie de leguminosa do gênero Acacia, pertencente à família Fabaceae.